# パンジャブの悪魔
「パンジャブの悪魔」（パンジャブのあくま、原題 : "Demons of the Punjab"）は、イギリスのSFドラマ『ドクター・フー』の第11シリーズ第6話。脚本はヴィネー・パテル、監督はジェイミー・チャイルズが担当し、2018年11月11日に BBC One で初放送された。視聴者数は748万人で、批評家のレビューは肯定的であった。
本作では、ヤズミン・カーン（演:マンディップ・ギル）が13代目ドクター（演:ジョディ・ウィテカー）に若い頃の祖母に会いたいと告げ、友人のライアン・シンクレア（演:トシン・コール）とその祖父グレアム・オブライエン（演:ブラッドリー・ウォルシュ）がタイムトラベルに同行する。彼らはインド・パキスタン分離独立の頃のイギリス領インド帝国に到着し、ドクターはそこで殺害された人間たちの死にティジャリアンと呼ばれる殺し屋種族の異星人が関与していることに気付く。 

## 製作

### 配役
「新生ドクター、地球に落ちる」の放送後、アミター・スマン、シェーン・ザザ、ショブナ・ガルティ、ハムザ・ジートゥーア、が第11シリーズにゲスト出演することが明かされた。彼らは順にヤズの祖母でムスリムであるナニ・アンブリーンの若い頃の姿、ナニの婚約者でヒンドゥー教徒のプレム、ヤズの姉ナジア、プレムの弟でありパキスタンとインドの分離を主張するマニシュを演じた。
現代のナニ役はリーナ・ディングラが演じた。彼女は過去にも『ドクター・フー』に出演しており、第4シリーズ「アガサ・クリスティ失踪の謎」（2007年）でマナー・ハウスのスタッフ長を務めるチャンドラカラ役を演じていた。

### 音楽
セーガン・アキノラのサウンドトラックにはタブラやシェーナイといった楽器が用いられており、南アジア人の子孫の音楽家が演奏している。また、アキノラ自身もエンディングテーマをパンジャブ音楽風にアレンジしており、Kuljit Bahmra と Surjeet Singh が演奏し、歌手の Abbas Khan が歌った。

### 撮影
撮影はスペインのグラナダ県で行われた。

## 放送と反応
| 専門評論家によるレビュー           | 専門評論家によるレビュー |
| レビュー・スコア                   | レビュー・スコア         |
| 出典                               | 評価                     |
| ---------------------------------- | ------------------------ |
| エンターテインメント・ウィークリー | B+                       |
| デイリー・ミラー                   | [ 8 ]                    |
| ニューヨーク・マガジン             | [ 9 ]                    |
| ラジオ・タイムズ                   | [ 10 ]                   |
| The A.V. Club                      | B+                       |
| デイリー・テレグラフ               | [ 12 ]                   |
| TV Fanatic                         | [ 13 ]                   |

### レーティング
「パンジャブの悪魔」はその晩の視聴者数577万人、番組視聴占拠率27.5%を記録し、全チャンネルにおいてその晩で第3位、その週で第11位の記録を残した。イギリスでの合計視聴者数は748万人で、その週で8番目に多く視聴された番組になった。Audience Appreciation Index のスコアは80であった。

### 批評家の反応
「パンジャブの悪魔」は肯定的にレビューされた。ニューヨーク・マガジンのロス・ルーディガーは本作を5段階評価で5と評価し、「かなり全ての水準にある特別な『ドクター・フー』だ」と述べ、監督ジェイミー・チャイルズと製作チームについて「魅力があって大人的で教育的なものを提供してくれた」と称賛した。
デジタル・スパイのモーガン・ジェフェリーはセーガン・アキノラの音楽を「豪華だ」と称え、エピソードについては「思慮深い」「激しい」と綴った。しかし、ジェフェリーはエピソードに欠点が複数あると指摘し、ゲスト出演者の演技も批判した。また、ジェフェリーは『ドクター・フー』の作風が大きく変化していることを指摘し、「伝統的なドクター対エイリアンの物語」を求めるファンには満足できないだろうと述べた。Futurism のマシュー・クレサルはヴィネー・パテルの脚本について「抗いがたい」と評価し、アキノラの音楽についても「刺激的で記憶に長く残る」と述べた。エピソード自体については『ドクター・フー』がここ数年で持っていた価値の最高の産物であると述べ、番組の中でも最も「洗練された」エピソードの1つであるとした。
2019年4月には、「パンジャブの悪魔」は2019年ヒューゴー賞映像部門短編部門にノミネートされ、最終候補として報じられた。